# Marie-Line Laplante
 (décembre 2018).
Marie-Line Laplante, née le 13 décembre 1953 à Rimouski, est une dramaturge, poète, philosophe, artiste et metteure en scène. 

## Biographie
Née dans la région du Bas-Saint-Laurent, Marie-Line Laplante est la fille d'Aurèle Laplante et de Rachel Deschênes. Son père, décédé le 5 mai 2016, était un professionnel de l'enseignement. Il a été Directeur général à la Commission scolaire de la Neigette à Rimouski pendant 22 ans. Marie-Line a un frère et deux sœurs : André, Chantale et Michelle. Chantale est une artiste sonore, compositeure et improvisatrice née en 1956. Un site Web à son nom montre son parcours en tant qu'artiste. 
Marie-Line Laplante a fait ses études à Rimouski et à Montréal en Philosophie et en Arts plastiques pour ensuite se consacrer au théâtre,. En 2000, elle réside à La Chartreuse de Villeneuve-les-Avignon pour écrire. En 2003, elle déménage en Europe pour se concentrer sur son métier de dramaturge.                           

## Regards sur l'œuvre
Intriguée par la tragédie grecque, Marie-Line Laplante décide de se consacrer à l'écriture. Dans une entrevue avec Catherine Hébert, le 5 avril 2000, pour le magazine Voir, elle fait part de son parcours théâtral. Elle a écrit quelques textes en prose pour ensuite continuer avec des pièces de théâtre. Elle questionne le genre dramatique en écrivant sa première pièce : Le couteau et la bouche. Par la suite, elle se demande ce que cela donnerait en comédie et elle écrit Une tache sur la lune. Tout au long de sa carrière, elle alternera les deux genres d'écriture avec entre autres Ciel, La terre tourne rondement, L'homme assis, Comme des chaises. Imprimé en 2015 pour les Éditions Les Herbes rouges, Marie-Line Laplante écrit son premier roman : Il faudra que je demande à Rose. Ce dernier est ancré dans la théâtralité du récit et l'allégorie du corps comme indiqué à l'arrière du roman. Dans ce livre, nous remarquons[Qui ?] son côté artistique puisqu'elle fait des esquisses en bordure de pages. Selon ce roman, Marie-Line Laplante a une quinzaine de pièces mise en lecture et en scène à son actif. Elle se fait publier au Québec et en France. En 2009, elle et sa sœur Chantale forment le collectif MLC qui vise à plonger les auditeurs dans l’écoute en faisant appel à une approche interdisciplinaire. Pendant son parcours, elle peut aller dans différentes résidences pour écrire dont les résidences de l'Arrière-scène.

## Prix
- Prime à la création du Fonds Gratien Gélinas, pour Une tache sur la lune et Le Couteau et la bouche, 1994[10].
- Prix Robert-Choquette, pour sa dramatique Crier comme un aveugle qui a perdu son bâton, 1996[11].
- Nomination pour le Prix littéraire du Gouverneur Général en théâtre, pour Une tache sur la lune, 1997[4].

## Œuvres
- Le couteau et la bouche, texte théâtral, tragédie, 1991[12].
- La terre tourne rondement, texte théâtral, comédie, publié chez Dramaturges Éditeurs, 1994[13].
- Comme des chaises, texte théâtral, comédie, publié chez Dramaturges Éditeurs, 1995[13].
- L'homme assis, texte théâtral, tragédie, 1995[12].
- Marais, texte théâtral, tragédie, 1996[12].
- Crier comme un aveugle qui a perdu son bâton, drame radiophonique, 1996[11].
- Une tache sur la lune, texte théâtral, comédie, écrit en 1994, publié chez Dramaturges Éditeurs, présenté au théâtre Quat’Sous, 1997[7].
- Ciel, texte théâtral, tragédie, écrit en 1993, publié chez Lansman, 1997[14].
- Une table, un candélabre, des allumettes, des verres et des bouteilles, texte théâtral, comédie, 1997[15].
- Le manteau, texte théâtral, 1998[15].
- La photo, texte théâtral, comédie, 2002[15].
- Nous ne sommes pas des animaux, allégorie, lecture publique : Théâtre de la Récidive au Théâtre Prospéro en 2002[15].
- Ô, j'avais comme des comètes sur mon cœur, texte théâtral, 2004[15].
- Le garçon aux sabots, théâtre illustré, publié chez Les Éditions du Bonhomme vert, France, 2008[16].
- Un temps autour du temps, 5 courtes pièces pour une comédie, projet de collaboration, publié chez Lansman, 2008[17].
- Les petits personnages, texte théâtral, 2008[15].
- Attente, texte théâtral, 2008[15].
- Conversation, texte théâtral, 2009[15].
- Il faudra que je demande à Rose, roman, publié chez Les Herbes Rouges, 2015[8].
- Tu-as-une-banane-dans-l'oreille, contes illustrés, publié chez Dadasco Éditions, France, 2015[18].